# 846

## Nașteri
- 1 noiembrie: Ludovic al II-lea al Franței  (d. 879)
- dată necunoscută: Rollo  (d. 930)

## Decese
- 23 septembrie: Bai Juyi  (n. 772)
- 4 noiembrie: Ioanichie cel Mare  (n. 752)